# Viviparidae
De Viviparidae zijn een familie van zoetwaterkieuwslakken die met ruim 60 soorten over de hele wereld, met uitzondering van Zuid-Amerika, voorkomen. Viviparidae zijn ovovivipaar: het moederdier houdt de eieren bij zich tot de jonge dieren uit het ei komen.

## Typegenus
Viviparus Montfort, 1810 is het typegenus van deze familie.

## Schelpkenmerken
De schelp is meestal conisch van vorm, hoger dan breed en regelmatig gewonden. De windingen zijn doorgaans bol, soms met kielen die glad maar ook geknobbeld kunnen zijn. Bij veel soorten is de kiel op de periferie geprononceerd. Vaak is de mondopening ovaal tot vrijwel rond. De mondrand is scherp, niet verdikt en niet omgeslagen. De schelp heeft een navel die echter geheel bedekt kan zijn.
In hoogte variëren de meeste soorten tussen ongeveer 1 en 6 cm.
Hoewel de dieren van gescheiden geslacht zijn (zie onder) is nog niet aangetoond dat dit zich uit in geslachtelijke dimorfie van de schelp zoals van andere slakkensoorten (bijvoorbeeld Lithoglyphus naticoides) bekend is.
Moerasslakken hebben een (meestal dun) hoornachtig operculum dat concentrisch is opgebouwd.

## Voortplanting
De dieren zijn van gescheiden geslacht. Zoals de Latijnse naam aangeeft, zijn deze dieren levendbarend. Er is echter geen sprake van echt levendbarend maar van zgn eierlevendbarend (ovovivipaar).

## Habitat en levenswijze
De meeste soorten leven in zoet zuurstofrijk water, er zijn er ook die zwak brak water verdragen.

## Geologische historie
Voorouders van de moerasslakken komen met zekerheid sinds het Juratijdperk voor, de modernere soorten zijn zich sinds het Krijttijdperk beginnen te ontwikkelen.

## Voorkomen
Wereldwijd verspreid met uitzondering van Zuid-Amerika.

## Voorkomen in Noordwest-Europa
In Noordwest-Europa komen twee levende soorten voor: de Spitse moerasslak (Viviparus contectus) en de Stompe moerasslak (Viviparus viviparus). Daarnaast zijn van deze regio uit het Cenozoïcum (vooral uit het Kwartair) enkele fossiele soorten bekend.

## Taxonomie
De familie kent de volgende indeling:
- Onderfamilie Viviparinae Gray, 1847
  - Geslacht Angulyagra Rao, 1931[4]
    - Angulyagra microchaetophora (Annandale)[4]
    - Angulyagra oxytropis (Benson)[4]

  - Geslacht Taia Annandale, 1918[4]
    - Taia crassicallosa Annandale & Rao[4]

  - Geslacht Viviparus Montfort, 1810 - typegeslacht
    - Viviparus acerosus (Bourguignat, 1862)[5]
    - Viviparus ater (De Cristofori & Jan, 1832)[6]
    - Viviparus contectus (Spitse moerasslak) (Millet, 1813)
    - Viviparus diluvianus  † (Kunth, 1865)
    - Viviparus georgianus (Lea, 1834)[7]
    - Viviparus glacialis (Wood, 1872)
    - Viviparus mamillatus (Kuster, 1852)[8]
    - Viviparus teschi  † (T. Meijer, 1990)
    - Viviparus viviparus (Stompe moerasslak) (Linnaeus, 1758)

  - Geslacht Tulotoma Haldeman, 1840 (1 soort))
    - Tulotoma magnifica (Conrad, 1834)[9]
- Onderfamilie Bellamyinae Rohrbach, 1937
  - Geslacht Apameaus Sivan, Heller & van Damme, 2006[10] Dit Pliocene-Pleistocene geslacht bevat slechts één soort
    - Apameaus apameae Sivan, Heller & van Damme, 2006

  - Geslacht Bellamya Jousseame, 1886 - typegeslacht van de onderfamilie
    - Bellamya bengalensis (Lamarck, 1822)[4]
    - Bellamya crassispiralis (Annandale)[4]
    - Bellamya crassa (Benson)[4]
    - Bellamya dissimilis (Mueller)[4]
    - Bellamya hilmandensis (Kobelt, 1909)[11]
    - Bellamya micron (Annandale)[4]

  - Geslacht Cipangopaludina Hannibal, 1912[4]
    - Cipangopaludina chinensis
    - Cipangopaludina japonica
    - Cipangopaludina lecythis (Benson)[4]
- Onderfamilie Lioplacinae Gill, 1863
  - Geslacht Lioplax Troschel, 1856

    - Lioplax cyclostomaformis
    - Lioplax pilsbryi
    - Lioplax subcarinata
    - Lioplax sulculosa
    - Lioplax talquinensis

  - Geslacht Campeloma Rafinesque, 1819

    - Campeloma brevispirum F. C. Baker, 1928
    - Campeloma crassulum Rafinesque, 1819
    - Campeloma decampi (W. G. Binney, 1865)
    - Campeloma decisum (Say, 1817)
    - Campeloma exile (Anthony, 1860)
    - Campeloma floridense Call, 1886
    - Campeloma geniculum (Conrad, 1834)
    - Campeloma gibbum (Currier, 1867)
    - Campeloma leptum Mattox, 1940
    - Campeloma lewisi Walker, 1915
    - Campeloma limum (Anthony, 1860)
    - Campeloma milesi (I. Lea, 1863)
    - Campeloma parthenum Vail, 1979
    - Campeloma regulare (I. Lea, 1841)
    - Campeloma rufum (Haldeman, 1841)
    - Campeloma subsolidum Anthony
    - Campeloma tannum Mattox, 1940
- Onderfamilie niet bekend
  - Geslacht Albianopalin  † Hamilton-Bruce, Smith & Gowlett-Holmes, 2002[12]
  - Geslacht Anulotaia Brandt, 1968
  - Geslacht Centrapala Cotton, 1935[13]
  - Geslacht Filopaludina Habe, 1964
  - Geslacht Heterogen Annandale, 1921 - met één soort
    - Heterogen longispira (E. A. Smith, 1886)

  - Geslacht Idiopoma Pilsbry, 1901
  - Geslacht Larina Adams, 1851[13]
  - Geslacht Margarya Nevill, 1877
  - Geslacht Mekongia Crosse & Fischer, 1876
  - Geslacht Neothauma E. A. Smith, 1880 - met één soort
    - Neothauma tanganyicense E. A. Smith, 1880[14]

  - Geslacht Notopala Cotton, 1935[15]
  - Geslacht Rivularia Huede, 1890
  - Geslacht Siamopaludina Brandt, 1968
  - Geslacht Sinotaia Haas, 1939
  - Geslacht Trochotaia Brandt, 1974

### Indeling in onderfamilies volgens WoRMS
- Bellamyinae Rohrbach, 1937
- Lioplacinae Gill, 1863
- Viviparinae Gray, 1847

## Afbeeldingen

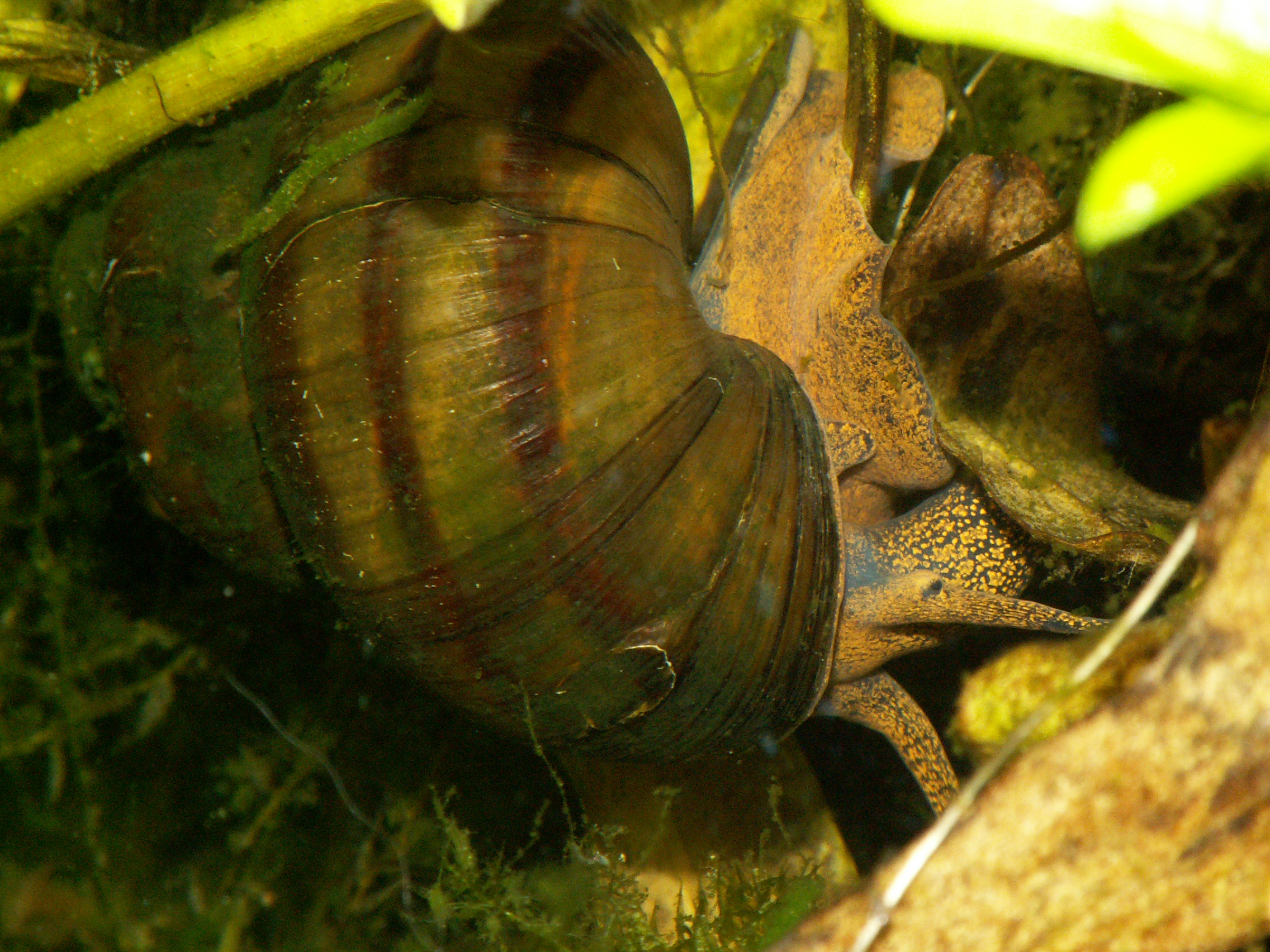
Viviparus viviparus, in aquarium
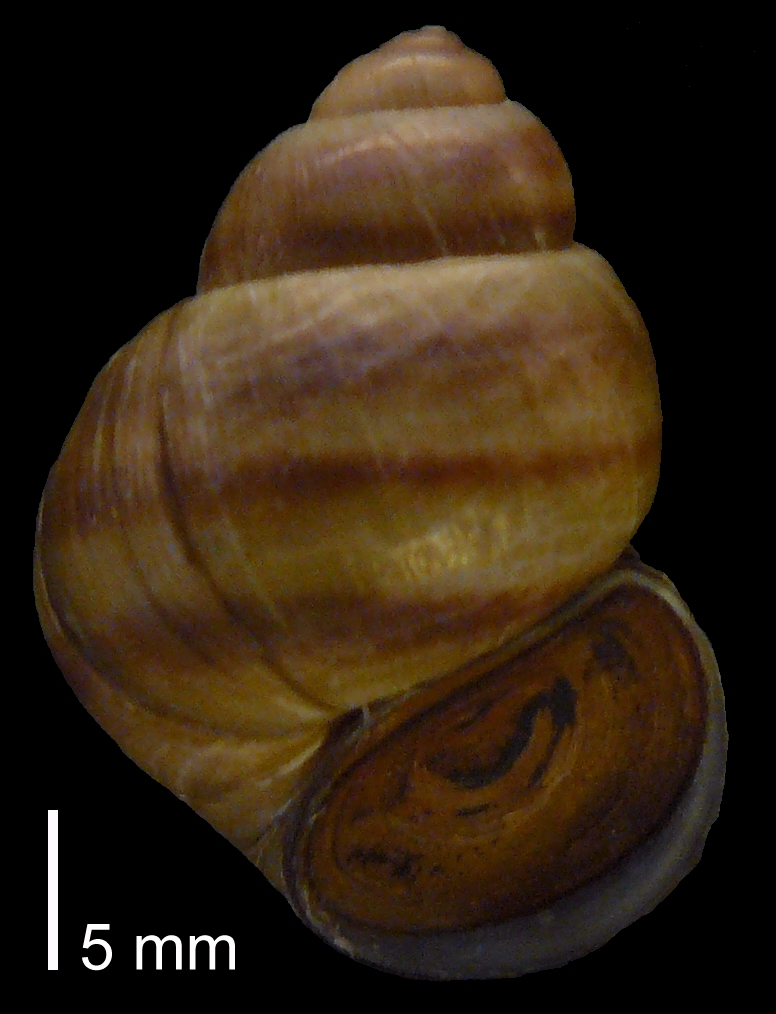
Viviparus viviparus met operculum Orne bij Caen (Frankrijk).
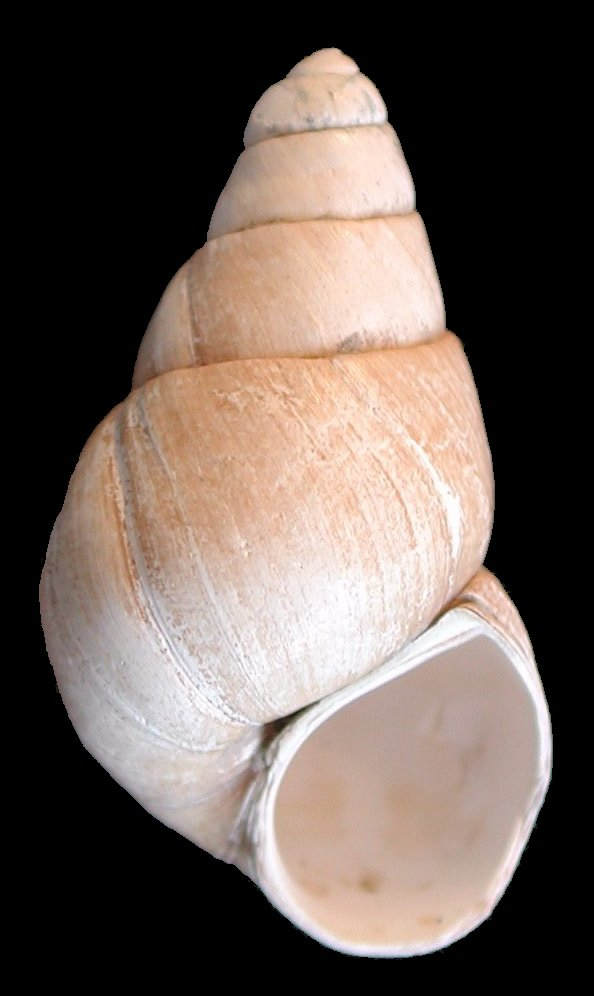
Viviparus glacialis Boring Rosmalen, Nederland; Ouderdom: Laat Tiglien
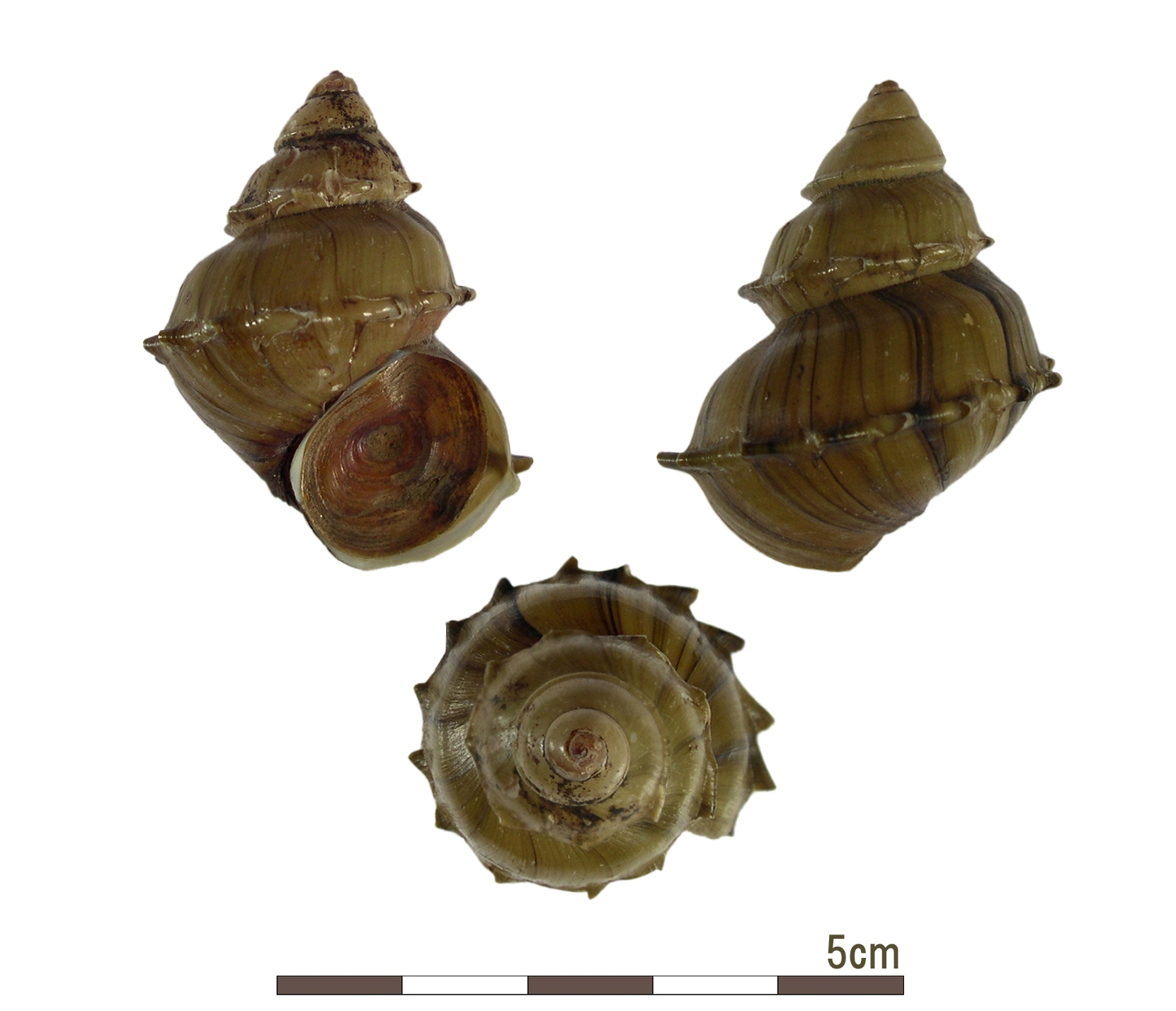
Angulyagra (Acanthotropis) partelloi met operculum Lake Lanao, Mindanao, Filipijnen.
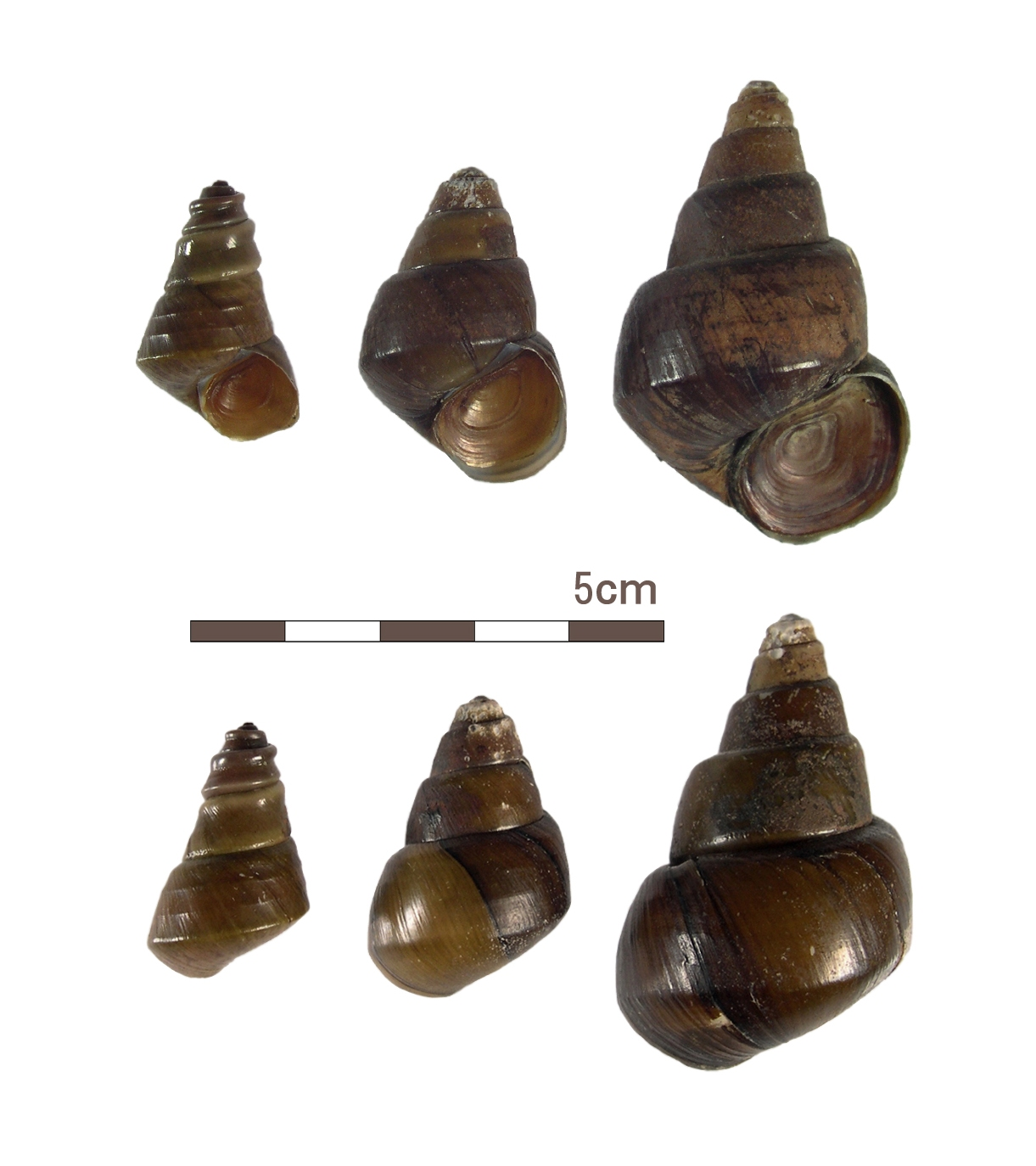
Heterogen longispira met operculum Biwa Meer, Japan.